# Hagley Park Castle

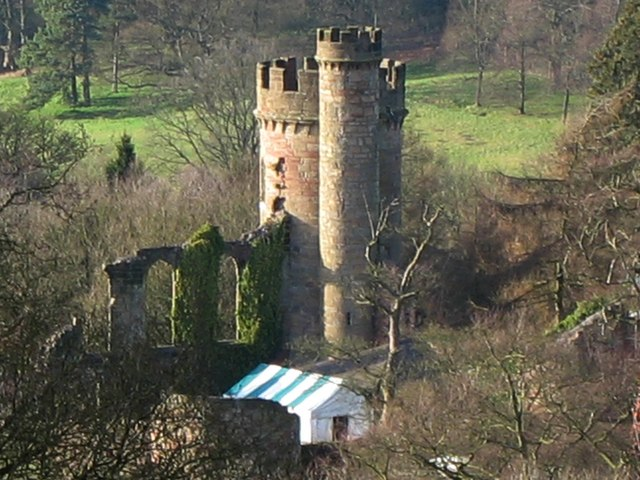
Hagley Park Castle

Hagley Park Castle ist eine Folly im Hagley Park beim Dorf Hagley in der englischen Grafschaft Worcestershire. Die Folly stellt eine kleine, mittelalterliche Burgruine dar, ist heute das größte Gebäude im Park der Hagley Hall und ist von English Heritage als historisches Bauwerk II*. Grades gelistet. Sanderson Miller entwarf es für George Lyttelton, 1. Baron Lyttelton, Mitte des 18. Jahrhunderts.
Der Bau des „Sham Castles“ Hagley Park Castle (und einer weiteren Folly namens „Rotunda“) begann 1747, noch zu Lebzeiten von Sir Thomas Lyttelton, 4. Baronet, († 1751). Dies zeigt, dass er nicht gegen die Modernisierung des Parks mit geeigneten Zierfollies war, aber man schreibt die Initiative dafür seinem Sohn und Erben George Lyttelton, dem künftigen 1. Baron Lyttelton, zu.

## Beschreibung
Die gotisch anmutende Burg hat einen rechteckigen Grundriss mit einem Rundturm an jeder Ecke. Nur der Nordwestturm erhebt sich zur vollen Höhe von vier Stockwerken, ebenso wie der angebaute, höhere Treppenturm, die beide mit Zinnen gekrönt sind. Das oberste Stockwerk des fertiggestellten Turms hat große, spitze Fenster. Er hat „eine gewölbte Decke mit gotischer Stuckdekoration, gespitzte Nischen im Wechsel mit den Fenstern und über der Türe befindet sich ein vierblättriges Kleeblatt mit dem Wappen“. Die Geschosse darunter besitzen kleinere, rechteckige und Spitzbogenfenster (einige davon gespitzt).
Die anderen Türme sind nur ein oder zwei Stockwerke hoch und haben kleine, rechteckige Fenster; sie wurden so gebaut, dass sie ruiniert aussehen. Dieser Effekt wurde dadurch erreicht, dass Mauern, die weiter vom Burghof entfernt liegen, höher als die gebaut wurden, die näher am Burghof liegen. So bleiben die Dächer für den Betrachter außerhalb des Burghofes unsichtbar.
Auch die Kurtine wurde so errichtet, dass man sie für eine Ruine hält. Die westliche Mauer ist größtenteils komplett und hat drei hohe Fenster, von denen zwei ausreichend komplett sind, dass sie Spitzbögen enthalten. Unter dem mittleren Fenster befindet sich ein Eingang mit Spitzbogen, der mit drei Schildreliefen verziert ist.
Die Türme und die Kurtine sind mit Sandstein verkleidet, von dem ein Teil möglicherweise von der Ruine der Halesowen Abbey stammt.
Im 19. Jahrhundert wurde ein ebenerdiges Gebäude mit schiefergedecktem Walmdach neben dem Nordwestturm gebaut. Auf seiner Südseite führt der Eingang durch eine mit Giebeln versehene, rustikale, hölzerne Vorhalle. Rechts davon befindet sich ein dreiflügliges Schwingfenster mit einem Oberlicht mit vier Bögen und Transennascheiben.